# Lock Up (banda del Reino Unido)
Lock Up es un supergrupo británico de grindcore y death metal formado en Birmingham, Inglaterra en 1998. Es el proyecto alterno de Shane Embury (bajista de Napalm Death y Guitarrista de Brujería), con Jesse Pintado (igualmente en Napalm Death) en la guitarra, y Nicholas Barker (en ese entonces baterista de Dimmu Borgir) en la batería.
La banda lanzó dos álbumes, el primero; Pleasures Pave Sewers en 1999 con Peter Tägtgren a cargo de las voces, y Hate Breeds Suffering en el 2002, Tomas Lindberg como vocalista. 
La banda se encuentra separada hasta el año 2009, la banda volvió después de un gran espectáculo en el Wacken Open Air de Alemania.
El 23 de julio de 2009 Anton Reisenegger, Vocalista y guitarrista de Criminal y Pentagram Chile, fue presentado como el nuevo guitarrista de "Lock Up".
El 18 de abril se anunció a través de la página de Facebook de la disquera Listenable Records que el baterista Nick Barker dejaba la banda en buenos términos con sus compañeros.
El 5 de mayo de 2020, la disquera Listenable anunció el ingreso del baterista Adam Jarvis (de Misery Index y Pig Destroyer) para cubrir el puesto dejado por Barker.

## Miembros
- Shane Embury - Bajo (1998-act)
- Kevin Sharpe - Voz (2014-act)
- Anton Reisenegger - Guitarra (2009-act)

## Antiguos miembros
- Jesse Pintado - Guitarra (1998-2006)
- Peter Tägtgren - Voz (1998-2002)
- Tomas Lindberg - Voz (2002-2014)
- Nicholas Barker - Batería (1998-2020)

## Discografía

### Álbumes de estudio
- Pleasures Pave Sewers (1999)
- Hate Breeds Suffering (2002)
- Necropolis Transparent (2011)
- Demonization (2017)

### Álbumes en directo
- Play Fast or Die: Live in Japan (2005, relanzado en el 2007)